# Sala de la Fuensanta
La Sala de la Fuensanta es un pabellón polideportivo multiusos ubicado en el IDM Fuensanta, en el barrio cordobés de La Fuensanta. Es la cancha, entre otros equipos, del Adesal de Córdoba, equipo de balonmano femenino español.

## Características
Con suelo sintético y completamente cubierto, cuenta con un aforo de 450 plazas fijas y presenta campos de juego de balonmano y futbol sala, baloncesto y voleibol.
Cuenta con 2 cortinas para dividir el campo de juego en 3 partes.

## Historia
El pabellón ha sido, desde sus inicios, un proyecto vertebrador de uno de los barrios más populares de la capital califal. Comparte nombre con la patrona de la ciudad, la famosa pintura de Julio Romero de Torres, además de edificios emblemáticos cordobeses como el Santuario de La Fuensanta, el centro de salud o el tanatorio. También comparte ubicación, el barrio cordobés.
La instalación era propiedad de la Junta de Andalucía, que, mediante cesión por mutación demanial externa al Imdeco, regularizó el inmueble por un plazo de 50 años.
En el 2019 se remunicipalizó el servicio, con un cambio de gestión de las instalaciones deportivas del Imdeco (Instituto Municipal de Deportes de Córdoba)  pasando de ser gestionadas en concesión administrativa a ser gestionada bajo la gestión directa del Imdeco y por ADESAL (Asociación de Deportes de Sala La Fuensanta)
En el 2021 se reformaron los vestuarios, se cambiarlo las puertas de emergencia, un tratamiento de óxidos y se reformará el revestimiento material.

## Usos
En sus pistas se practican deportes como la gimnasia rítmica o las artes marciales, además de las del balonmano, el futbol sala, el baloncesto o el voleibol. También se dan clases de zumba, pilates y mantenimiento. Es una de las sedes de la Córdoba Handball Cup Memorial Paco Sierra y fue el pabellón elegido por la selección española de futbol sala para preparar el Campeonato de Europa de 1996.